# Heinrich Riethmüller (Buchhändler)

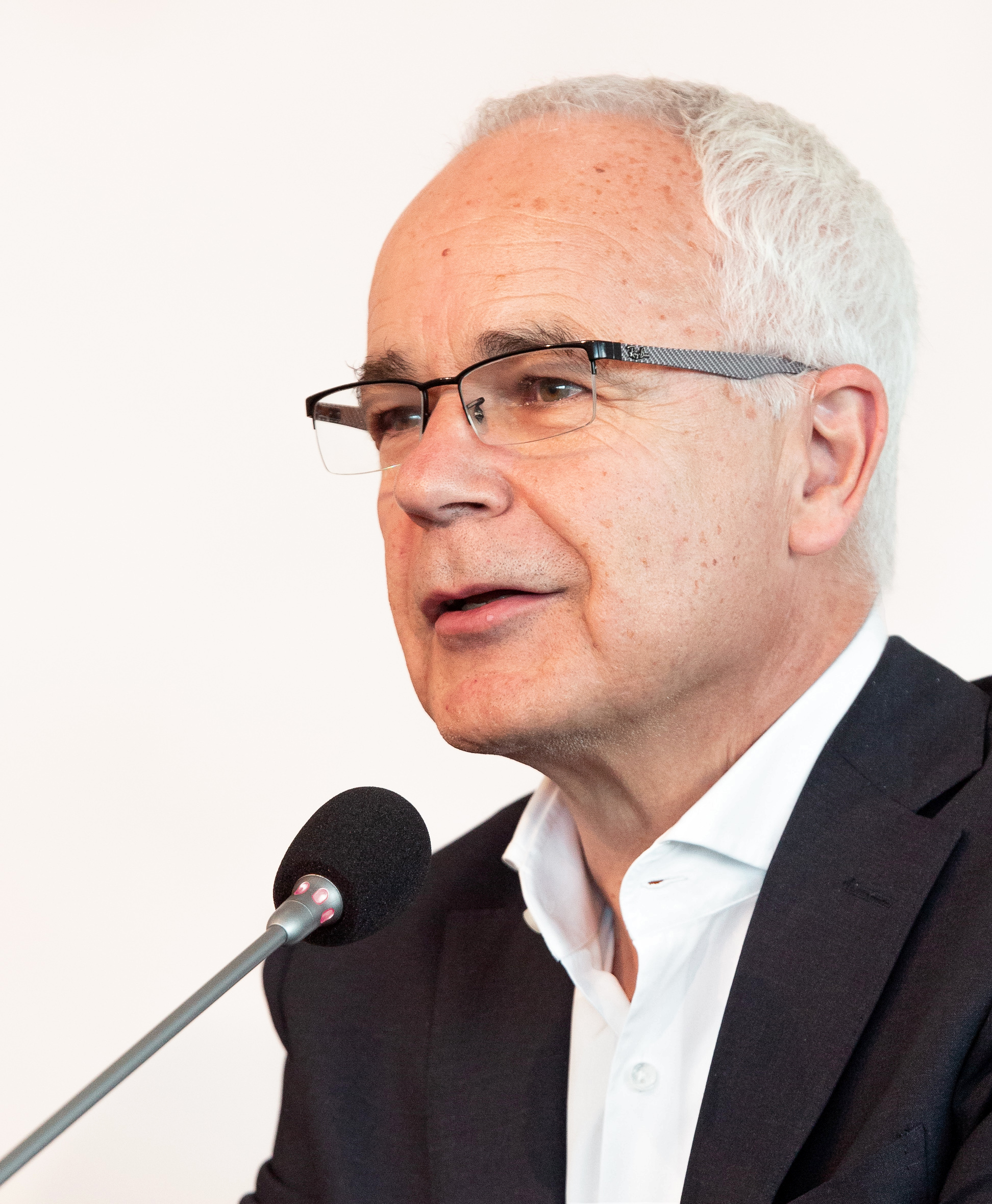
Heinrich Riethmüller auf der Frankfurter Buchmesse (2018)

Heinrich Riethmüller (* 14. Oktober 1955 in Tübingen) ist ein deutscher Buchhändler und seit 1983 geschäftsführender Gesellschafter der Osianderschen Buchhandlung in Tübingen. Zudem war er von 2013 bis 2019 Vorsteher des Börsenvereins des Deutschen Buchhandels.

## Leben
Heinrich Riethmüller absolvierte in Heidelberg eine Ausbildung im Buchhandel. 1977 trat er in das Familienunternehmen der Familien Jordan / Riethmüller, die Osiandersche Buchhandlung in Tübingen, ein. Unter anderem besuchte er anfangs für Osiander mit einem „Buchmobil“ kleine Orte in der Provinz, in denen es keine anspruchsvolleren Buchhandlungen gab. Seit 1983 ist er geschäftsführender Gesellschafter des Familienunternehmens, das unter seiner Leitung in den 2000er Jahren „im süddeutschen Raum stark expandiert[e]“. Nach Gründung der Familienstiftung, von der die Buchhandlung seit 2016 getragen wird, gehört er neben seinem Bruder Hermann-Arndt Riethmüller und seinem Neffen Christian Riethmüller dem Stiftungsvorstand an.
Seit 2001 engagiert sich Riethmüller ehrenamtlich für die Buchbranche. Zunächst war er bis 2007 Vorsitzender der Arbeitsgemeinschaft Wissenschaftlicher Sortiments- und Fachbuchhandlungen (AWS), anschließend war er bis 2012 als Vorsitzender des Sortimenter-Ausschusses des Börsenvereins des Deutschen Buchhandels tätig und gehörte zudem dem Vorstand des Börsenvereins an.
Im Juni 2013 wurde Heinrich Riethmüller als Nachfolger von Gottfried Honnefelder zum Vorsteher des Börsenvereins gewählt und trat das Amt turnusgemäß im Oktober 2013 an. Zu seiner Nachfolgerin wurde im Juni 2019 Karin Schmidt-Friderichs gewählt.
2024 kandidierte er für die SPD-Tübingen auf Listenplatz 3 für die Gemeinderatswahl.

## Schriften
- Heinrich Riethmüller: Lesekultur im Wandel. In: Aus Politik und Zeitgeschichte. Band 69, Nr. 12, 18. März 2019, S. 34–35 (bpb.de).